# Begonia zhangii
Begonia zhangii là một loài thực vật có hoa trong họ Thu hải đường. Loài này được D.Fang & D.H.Qin mô tả khoa học đầu tiên năm 2004.